# L’Abergement (Szwajcaria)
L’Abergement – miejscowość i gmina (commune) w zachodniej Szwajcarii, w kantonie Vaud, w okręgu (district) Jura-Nord vaudois.    

## Demografia
W L’Abergement mieszka 260 osób. W 2021 roku 5% populacji gminy stanowiły osoby urodzone poza Szwajcarią.